# Pregàries del matí
Pregàries del matí (Morgengebete), per a orquestra de cambra i cinta, va ser composta per Guia Kantxeli el 1990. Es va estrenar el 8 de juliol de 1990 a l'Almeida Festival de Londres per l'Orquestra Opus 20 dirigia per Scott Stroman. La va dedicar a Robert Sturua. Té una durada d'uns 23 minuts.
És la primera part del cicle de quatre obres titulades segons les hores del dia dins del cicle de quatre parts Vida sense Nadal. L'obra que combina sons delicats i espirituals per expressar una nostàlgia profunda. El compositor juga amb la llum i la foscor per transmetre la necessitat humana de redempció transcendent, posant en relleu la seva crítica a la realitat soviètica dels anys 90. El cicle expressa la recerca d’una esperança i un anhel espiritual més enllà de la vida quotidiana.